# Edmund Pevensie
Edmund Pevensie (Engels: Edmund Pevensie), ook bekend als Edmund de Rechtvaardige (Engels: Edmund the Just), is een personage uit Het betoverde land achter de kleerkast, Het paard en de jongen, Prins Caspian, De reis van het drakenschip en Het laatste gevecht van De Kronieken van Narnia door C.S. Lewis. Edmund is de een na jongste van de Pevensie-kinderen, de andere zijn Lucy, Susan en Peter.

## Het betoverde land achter de kleerkast
De Pevensies moeten vanwege de oorlog uit Londen vluchten en vertrekken naar het huis van Professor Kirke in het noorden van Engeland. De tweede dag komt Lucy met een verhaal over een andere wereld genaamd Narnia, dat ze in de kleerkast heeft gevonden tijdens verstoppertje. Edmund en de anderen geloven haar niet.
De volgende keer dat Lucy gaat, gaat Edmund ook om haar te betrappen. Als hij de kleerkast doorgaat komt hij ook in Narnia. Daar komt hij Jadis, de Witte Heks tegen. Hij laat zich omkopen met betoverd Turks Fruit en belooft dat hij zijn broer en zussen naar haar zal brengen.
De derde keer dat Lucy en de tweede keer dat Edmund naar Narnia gaan zijn ook Peter en Susan erbij en is dit het begin van een avontuur. Als eerste gaan ze naar Tumnus, maar die is opgepakt. Als ze dan naar een beverdam worden geleid naar meneer en mevrouw Bever horen ze van de voorspelling en dat Aslan een leger voor hen aan het maken is. Tijdens het gesprek glipt Edmund weg, naar het kasteel van de Witte Heks, om zijn broer en zussen te verraden.
De Witte Heks is niet blij dat hij alleen komt. Als perfecte lokaas neemt ze Edmund mee, op weg naar het strijdveld. Op een dag komt plotseling het leger van Aslan binnen vallen en bevrijdt Edmund.
Terug bij de andere kinderen gaat Edmund zich voorbereiden op de Slag. Wanneer ze horen dat Aslan dood is, krijgt Peter de leiding. Uiteindelijk, wanneer Peter en de Witte Heks tegenover elkaar staan, komt Aslan, herrezen uit de dood, hem te hulp en doodt Jadis, de Witte Heks. Hierna worden Edmund en de anderen de vier koningen en koninginnen van Narnia.

## Het paard en de jongen
Hierin speelt Edmund maar een kleine rol, als hij op bezoek is in Tashbaan. Hij gaat samen met Susan weer terug met een schip naar Cair Paravel. Ook voert hij het leger aan dat het kasteel van de koning van Archenland ontzet.

## Prins Caspian
Hierin moeten de kinderen Prins Caspian helpen om zijn oom van de troon te stoten en zichzelf tot Koning te kunnen kronen van Narnia. Ze krijgen hierbij hulp van de Pratende Dieren van Narnia.
Uiteindelijk weten ze de Koning en zijn gevolg te verslaan en Aslan stuurt het volk terug naar waar ze vandaan komen, een klein eilandje in de wereld Aarde.

## De reis van het drakenschip
Hier gaan Lucy, Edmund en Eustaas Schreutel mee aan boord van het schip De Dageraad. Ze gaan met Koning Caspian mee op zoek naar zeven vrienden van zijn vader. Uiteindelijk gaan ze naar het Einde van de Wereld. Hier gaan de kinderen en een muis, genaamd Rippertjiep, van boord om naar het Land van Aslan te varen. Rippertjiep gaat van hun weg, en de kinderen komen even verder Aslan tegen, die zich als Lam openbaart. Deze keer zegt Aslan het tegen Lucy en Edmund dat het voor hen de laatste keer is dat ze in Narnia komen, omdat ze te oud zijn geworden.

## Het laatste gevecht
Hierin komt Edmund pas voor na de vernietiging van Narnia door Aslan in de "hemel" van Narnia.
Hier krijgt hij ook te horen dat hij voorgoed hier zal blijven leven, omdat hij bij een treinongeluk, toen hij naar Narnia werden geroepen, omkwam, net als de andere Pevensies. Behalve Susan want die geloofde niet meer in Narnia